# I-27 (U-Boot)
Die I-27 (japanisch 伊27, Turmkennzeichnung イ27) war ein U-Kreuzer des Typ-B1-Klasse (I-15-Klasse) der Kaiserlich Japanischen Marine, der im Zweiten Weltkrieg zum Einsatz kam.

## Geschichte

### Bau
Der Bauauftrag für die spätere I-27 wurde im Rahmen des 4. Kreis-Bauprogramms (Maru 4 Keikaku) an die Marinewerft in Sasebo vergeben. Diese legte das U-Boot am 5. Juli 1939 auf Kiel und der Stapellauf erfolgte am 6. Juli 1940. Die Fertigstellung erfolgte am 24. Februar 1942.

### Operationen im Pazifik
Am 18. April 1942 lief I-27 zusammen mit den U-Booten I-21, I-22, I-24, I-28 und I-29 von Kure zur Überführung zum Truk-Atoll aus, der damaligen japanischen Marinebasis im Pazifik zwischen den Philippinen und Hawaii.

### Versenkung
Am 12. Februar 1944 um 14:33 Uhr versenkte I-27 südlich der Malediven bei einem Angriff auf den britischen Schweren Kreuzer Hawkins den Truppentransporter Khedive Ismail. Die britischen Zerstörer Petard und Paladin griffen das U-Boot daraufhin mit Wasserbomben an. Als das Boot um 16:20 Uhr auftauchte, versuchte Paladin es zu rammen und wurde dabei schwer beschädigt. Da das Geschützfeuer der Zerstörer keine Wirkung zeigte, wurde I-27 um 17:23 Uhr durch einen Torpedo der Petard beim siebten Versuch versenkt.